# Anatole de Melun
Pour les autres membres de la famille, voir Maison de Melun.
Anatole Louis Joachim de Melun est un homme politique français né le 24 septembre 1807 à Brumetz (Aisne) et décédé le 17 janvier 1888 à Brumetz.

## Biographie
Anatole-Louis-Joachim-Joseph nait le 24 septembre 1807, fils d'Anne Joachim-François, vicomte de Melun (Maison de Melun), propriétaire à Brumetz, auditeur au Conseil d'État, brigadier des mousquetaires de la garde royale et d'Amélie de Faure.
Élève de Polytechnique, Anatole de Melun, comte de Melun, est officier d'artillerie. Il occupe également en 1871 la fonction de président du comité de la société de secours aux blessé à Lille.
Frère jumeau d'Armand de Melun, député d'Ille-et-Vilaine, Anatole-Louis-Joseph, vicomte de Melun, est propriétaire dans le Nord. Conseiller général, il est député du Nord de 1849 à 1851, siégeant à droite. Il est de nouveau député du Nord de 1871 à 1876, siégeant à droite.
Il épouse en 1839 Mlle Marie-Aldegonde Van der Cruisse de Waziers (famille Van der Cruisse de Waziers), fille de Charles-Michel-Hugues-Joseph Van der Cruisse de Waziers et d'Adélaïde-Sophie le Mesre du Bruisle, sœur du député Alexandre-Ernest-Joseph Lemesre-Dubrulle.
Son beau-fils René-Henri-Séraphin Hespel de Flencques est maire de Bondues de 1881 à 1925.
Anatole de Melun meurt à Brumetz le 17 janvier 1888, à 80 ans.

## Distinctions
- Chevalier de la Légion d'honneur[3].
- Chevalier de l'ordre militaire de Léopold de Belgique[1].

## Sources
- Ressources relatives à la vie publique :   - base Léonore
  - Base Sycomore
- Notices d'autorité :   - VIAF
  - ISNI
  - BnF (données)
  - IdRef
  - LCCN
  - Pays-Bas
  - WorldCat
- « Anatole de Melun », dans Adolphe Robert et Gaston Cougny, Dictionnaire des parlementaires français, Edgar Bourloton, 1889-1891 [détail de l’édition]